# Regierungsbezirk Leipzig
Regierungsbezirk Leipzig is een van de drie voormalige Regierungsbezirke (regio's) van de Duitse deelstaat Saksen.
Het Regierungsbezirk bestond uit de volgende districten (stand 31-07-2008):
| Kreise (districten)                                                          | Kreisfreie Städte (district-vrije steden) |
| ---------------------------------------------------------------------------- | ----------------------------------------- |
| 1. Delitzsch 2. Döbeln 3. Leipziger Land 4. Muldentalkreis 5. Torgau-Oschatz | 1. Leipzig                                |